# Andrzej Mizgajski
Andrzej Jan Mizgajski (ur. 5 kwietnia 1950 w Inowrocławiu) – polski geograf, nauczyciel akademicki, były wiceminister środowiska.

## Życiorys
W 1975 ukończył studia z zakresu geografii. W 1982 obronił doktorat, a w 1990 habilitację. W 2009 otrzymał tytuł profesora nauk o Ziemi.
W 1999 objął stanowisko profesora na Uniwersytecie im. Adama Mickiewicza w Poznaniu. Był kierownikiem Centrum Edukacyjnego Ochrony Środowiska i Zrównoważonego Rozwoju na tej uczelni. Specjalizuje się w zakresie geografii fizycznej, opublikował około 100 prac naukowych.
W latach 90. był dyrektorem Wydziału Ochrony Środowiska w Urzędzie Wojewódzkim w Poznaniu. Zajmował też szereg stanowisk w organach doradczych i radach nadzorczych (m.in. Wojewódzkiego Funduszu Ochrony Środowiska i Gospodarki Wodnej). Zasiadał w Sekcji Ochrony Środowiska Przyrodniczego w Komitecie Badań Naukowych (2000–2002). Pełnił też funkcję wiceprzewodniczącego rady naukowej Zakładu Badań Środowiska Rolniczego i Leśnego PAN (2002–2004).
Od kwietnia 2004 do maja 2005 zajmował stanowisko podsekretarza stanu w Ministerstwie Środowiska, następnie do marca 2006 był sekretarzem stanu w tym resorcie.